# Kaspars Dubra
Kaspars Dubra, né le 20 décembre 1990, est un footballeur letton évoluant actuellement au poste de défenseur central.

## Biographie
Kaspars Dubra joue son premier match avec la Lettonie le 17 novembre 2010 contre la Chine.

## Palmarès
- Champion de Lettonie en 2010 avec le Skonto Rīga, en 2013 et 2014 avec le FK Ventspils
- Vainqueur de la Coupe de Lettonie en 2013 avec le FK Ventspils
- Champion de Biélorussie en 2015 avec le BATE Borisov